# God Hand
God Hand (ゴッドハンド Goddo Hando) (tạm dịch: Bàn tay Chúa) là một game hành động PlayStation 2 được phát triển bởi Clover Studio và được phát hành  bởi Capcom. Nó được đạo diễn bởi Shinji Mikami, được bán ra  tại Nhật Bản và Bắc Mỹ vào năm 2006, và trong năm 2007 cho các lãnh thổ PAL. Nó đã được phát hành lại cho PlayStation 3 như một trò chơi PS2 Classics có thể tải xuống trên PlayStation Network vào ngày 4 tháng 10 năm 2011. Mong muốn của Mikami là tạo ra trò chơi cho các game thủ hardcore hòa trộn với một lượng lớn truyện tranh cứu trợ. Nó nhận được một phản ứng hỗn hợp tổng thể từ các nhà phê bình và chỉ được bán một cách khiêm tốn khi phát hành tại Nhật Bản. Đây là video trò chơi cuối cùng của Clover Studio.
Trò chơi kết hợp hài kịch phương Tây và Nhật Bản, chứa nhiều nhân vật vượt trội và các sự kiện theo cốt truyện hấp dẫn. Gameplay kết hợp các yếu tố truyền thống của thể loại "beat up" với các tính năng mới, bao gồm khả năng lập bản đồ và ghép nối với nhau một tiết mục lớn về kỹ thuật chiến đấu với các nút bấm của gamepad nhằm tạo ra các combo độc đáo. Cốt truyện theo sau một võ sĩ bảo vệ bạn nữ đồng hành của mình và có một đôi cánh tay thần thánh huyền thoại được gọi là "God Hands", để cứu thế giới khỏi ma quỷ.

## Cốt truyện
Trong cốt truyện của trò chơi, một thiên thần sa ngã đã trở thành Quỷ vương Angra, có đội quân ma quỷ xâm chiếm thế giới. Tuy nhiên, có một chàng trai nắm giữ sức mạnh của Chúa trong vòng tay của mình, tấn công chúng. Chàng trai trở thành vị cứu tinh của dân lành, với danh hiệu "Bàn tay Chúa". Một gia tộc của con người được thành lập để bảo vệ bàn tay Chúa nói rằng bất cứ ai sở hữu nó sẽ là "có khả năng trở thành chúa hoặc quỷ". Nhân vật chính là Gene, một chiến binh 23 tuổi, người cầm một cánh tay Chúa để chống lại ma quỷ. Mặc dù, anh là người thẳng thắn và nghĩa hiệp, anh cũng có một ý thức quan tâm đến công lý. Olivia, một hậu duệ 19 tuổi của gia tộc con người, bảo vệ một trong hai cánh tay còn lại. Sau khi bị bọn quỷ giết hết gia đình mình, cô gặp Gene. Nhân vật phản diện chính là Four Devas, một thủ lĩnh của một tổ chức ma quỷ cố gắng hồi sinh Angra để thống trị thế giới. Các thành viên chính trong tổ chức đó bao gồm người lãnh đạo Belze, nhân viên nghiện xì gà Elvis, người diễn xiếc Shannon và Azel người cầm cánh tay Chúa còn lại. Trò chơi có một số kẻ thù nhỏ lặp đi lặp lại mà Gene gặp, bao gồm cả bộ ba chịu trách nhiệm loại bỏ cánh tay bị mất của Gene và một số người khác. Gần như tất cả các trận chiến đều được tiết lộ bằng những trò đùa và đối thoại hài hước. Trước khi Azel giải phóng quỷ vương Angra bên trong cơ thể hắn, Azel đã bẻ gẫy cánh tay Chúa của mình để ghép nhập vào cánh tay thường còn lại của Gene, Gene có cả hai cánh tay sức mạnh của Chúa, đánh bại quỷ Angra và cứu Olivia.

## Lối chơi
Trò chơi hành động 3D có người chơi di chuyển theo mọi hướng, tấn công bằng các nút mặt và sử dụng các chiêu thức đặc biệt. Người chơi có thể quay lại bằng cách sử dụng một nút và tất cả các hành động ngoài các cuộc tấn công cơ bản được thực hiện thông qua một nút nhạy cảm theo ngữ cảnh. Sử dụng nút cho phép người chơi, như Gene, nhảy lên thang, nhặt vật phẩm và sử dụng các đòn tấn công đặc biệt vào kẻ thù bất thường. Bốn động tác né tránh được ánh xạ tới các hướng trên thanh analog tương ứng. Người chơi có thể chỉ định bất kỳ cuộc tấn công nào, bao gồm các nút Circle, Triangle, Square và X. Quảng trường cho phép người chơi chuỗi nhiều cuộc tấn công cùng một lúc. Có hơn một trăm lượt di chuyển trong trò chơi để người chơi lựa chọn bao gồm cả những cú đấm cơ bản và đấm đá kiểu võ thuật và đánh nhau như trong bộ môn võ Brazil Capoeira.
Khả năng mạnh mẽ hơn trong game có thể được sử dụng trong "God Reel" của người chơi (hoặc "God Roulette"), một bánh xe roulette có chứa các move mà người chơi chọn. Những chuyển động này được giới hạn ở một số "Roulette Orbs" mà người chơi có thể tăng bằng cách thu thập "Thẻ Skull" được tìm thấy trong mỗi giai đoạn. Một số di chuyển gửi nhanh hơn đối thủ, bay từ tầng bình lưu, trong khi những người khác là những cú đấm đơn giản hoặc đá vào các thân thể cụ thể. Một cơ chế gameplay khác trong kho vũ khí của người chơi chính là bản thân God Hand. Khi người chơi tấn công và đánh bại kẻ thù, "Tension Gauge" của anh ta tăng lên. Người chơi cũng có thể né tránh các cuộc tấn công, chế nhạo, sử dụng các cuộc tấn công tăng cường sức căng hoặc tìm thẻ trong mỗi giai đoạn để tăng thanh. Khi nó đạt đến một số tiền nhất định, người chơi có thể tháo chiếc vòng tay khỏi cánh tay Gene để tạm thời mở ra God Hand. Trong trạng thái này, anh ta hoàn toàn bất khả chiến bại và tất cả các đòn tấn công của anh đều tăng cả về sức mạnh và tốc độ. Bằng cách sử dụng các mục tăng cường stat khác nhau, người chơi có thể tăng kích thước của máy đo căng thẳng của mình để giữ thêm sức mạnh. Trong khi chiến đấu, người chơi có thể theo dõi một thanh "Độ khó", điều chỉnh tự động mức độ thiệt hại mà người chơi đang xử lý hoặc nhận. Nếu người chơi bị cuốn vào một loạt cú đấm và combo, cấp độ sẽ giảm xuống. Nếu người chơi thỏa thuận một số lượng lớn các cuộc tấn công chưa được trả lời cho kẻ thù của họ, thì mức độ sẽ tăng lên. Thanh bao gồm các mức từ một đến ba với mức thứ tư được chỉ định là "Die" là tổng thể cao nhất. Cấp độ 1 và 2, kẻ thù sẽ không tấn công người chơi trừ khi họ đang ở trong tầm nhìn của anh ta hoặc anh ta đang tấn công họ. Trên cấp độ ba và chết dần, kẻ thù sẽ tấn công bất kể vị trí máy ảnh. Ngoài ra, sức mạnh tấn công của đối phương tăng lên khi mức tăng; ở cấp độ Die, một nhân vật chơi cực đại có thể bị giết chỉ trong vài lần tấn công. Đánh bại kẻ thù ở cấp độ khó cao hơn kiếm được điểm thưởng cho người chơi nhiều hơn ở cuối giai đoạn. Các kỹ thuật bổ sung có thể được tìm thấy ở các giai đoạn dưới dạng cuộn kỹ thuật. Kỹ thuật và di chuyển roulette cũng có thể được mua hoặc bán tại cửa hàng, nằm trên màn hình bản đồ. Cũng có thể truy cập từ bản đồ vào một sòng bạc, trong đó có một số minigames, bao gồm các máy đánh bạc, blackjack, chơi bài xì tố, đua chó chihuahua và đấu trường.

## Phát triển
Trò chơi được công bố lần đầu tiên vào tháng 4 năm 2006 cùng với việc sử dụng một trang teaser nhỏ trên trang web Clover Studio. Trò chơi được phát triển bởi nhóm chịu trách nhiệm về Resident Evil 4. Phát triển được giám sát bởi Shinji Mikami, nổi tiếng với loạt trò chơi kinh dị sống còn Resident Evil, và được sản xuất bởi Atsushi Inaba. Ý tưởng ban đầu của God Hand xuất hiện trong một cuộc trò chuyện giữa hai người về trạng thái hiện tại của trò chơi hành động, họ phát hiện ra rằng nhiều game trong thể loại này tập trung vào việc sử dụng vũ khí và đã bỏ tay khỏi chiến đấu. Mikami sau đó tiếp cận Inaba với một tấm áp phích mô tả hai nắm tay cách điệu, có nghĩa là để minh họa cho loại trò chơi gốc mà anh muốn hai người tạo ra. Ban đầu, God Hand chỉ tập trung vào "hành động hardcore" mà không có chút hài hước. Tuy nhiên, sau khi xem giới thiệu một đoạn trò chơi tại Triển lãm Giải trí Điện tử (E3) năm 2006 chứa một số truyện tranh, nhóm đã quyết định tích hợp một lượng lớn hài kịch vào trò chơi dựa trên phản ứng của người xem. Inaba nói rằng God Hand là "nhằm vào các game thủ hardcore ", được thể hiện mức độ khó khăn của nó. Không giống như Viewtiful Joe và Ōkami, nhóm thiết kế không có mục tiêu cụ thể khi thiết kế phong cách đồ họa của God Hand khác hơn là vì họ muốn nó trông thực tế hơn.  Mặc dù God Hand có nhiều yếu tố giống với manga và anime như Fist of the North Star và MD Geist, không yếu tố nào được sử dụng làm nguồn cảm hứng cho game.
Có một vài khác biệt giữa phiên bản Bắc Mỹ và Nhật Bản trong trò chơi. Trong số những thay đổi nhỏ, một vài dấu hiệu bị thay đổi, sức mạnh "Chihuahua Curry" được đổi tên thành "Puppy Pizza" trong phiên bản bản địa hóa tiếng Anh. Roulette miễn phí có tên là "Pan Drop", mang lại cho người dùng khả năng bất tử ngắn ngủi để lấy lại một số sát thương, đã bị loại khỏi phiên bản Mỹ. Tuy nhiên, một kỹ thuật khác gọi là "Head Slicer", cho phép người chơi tiêu diệt kẻ thù, được đưa vào phiên bản bản địa hóa Bắc Mỹ, thay vì bản tiếng Nhật do chính sách kiểm duyệt CERO tại Nhật Bản. Masafumi Takada từ Grasshopper là người sản xuất sáng tác nhạc nền của trò chơi, với một ca khúc được đóng góp bởi Jun Fukuda. Điểm số này có nhiều trở ngại đối với âm nhạc trò chơi điện tử cũ hơn và chịu ảnh hưởng nặng nề của các bài hát chủ đề những năm 1960 và 1970 và các thể loại nhạc khác, bao gồm techno, rave, rock và funk. Takada đã nói với Mikami rằng do bản chất của trò chơi, nhạc nền nên được sáng tác để "thư giãn mọi thứ một chút". Điểm số của Takada sử dụng các họa tiết trong các bài hát chiến đấu của boss vì nhiều người trong số họ đã chiến đấu nhiều lần; Takada hy vọng rằng việc sử dụng các dàn xếp khác nhau và dàn nhạc sẽ nhắc nhở người chơi về những cuộc gặp gỡ cũ với mỗi ông chủ. Bản nhạc nền, God Tracks, gồm 23 bài hát và được đóng gói cùng với phiên bản tiếng Nhật của game. Sách hướng dẫn 128 trang có tựa đề Sách hướng dẫn chính thức của God Hand được xuất bản bởi Capcom tại Nhật Bản vào ngày 7 tháng 10 năm 2006.

## Marketing và di sản
Tại Nhật Bản, God Hand đã được liệt kê trên "Top 10 game được game thủ yêu thích nhất" của Famitsu trong một vài tuần đầu ra mắt. Đây là trò chơi bán chạy thứ năm trong tuần phát hành trong nước, bán 48.280 đơn vị phát hành. Capcom bán gần 60.000 bản game trong nước vào cuối năm 2006. God Hand sau đó được phát hành lại dưới thời CapKore và phiên bản PlayStation The Best.
Trò chơi nhận được đánh giá "trung bình" theo tổng hợp đánh giá trò chơi video Metacritic. God Hand nhận được lời khen ngợi gần như phổ quát cho hệ thống chiến đấu và nỗ lực tôn trọng công thức "trường học cũ", các thuộc tính mà các nhà phê bình đã tìm thấy đã làm mờ các lỗ hổng trong đồ họa, điều khiển, thiết kế mức độ và camera. Tạp chí PlayStation chính thức của Mỹ đã mở bài bình luận của mình bằng cách nhận xét, " God Hand là một trò chơi kinh khủng, khủng khiếp, nhưng tôi không thể ngừng chơi nó. Chỉ có điều gì đó hấp dẫn kinh khủng về mức độ tồi tệ của nó trong mọi cách có thể tưởng tượng được.""
God Hand được đề cử cho "Trò chơi chiến đấu hay nhất" tại Giải thưởng trò chơi video Spike 2006. Rab Florence của bộ phim truyền hình Scotland VideoGaiden tuyên bố God Hand là một trong những game hay nhất từng được thực hiện. Người trình bày tóm tắt bài đánh giá của mình bằng cách nói, "Điều gì là một văn bia cho Clover Studio: Chúng tôi đã thực hiện một trong những trò chơi hay nhất mọi thời đại và nó chỉ là một trò chơi về đấm người."  God Hand là game cuối cùng của Clover Studio, được đóng lại sau khi phát hành game ở Bắc Mỹ.  Các nhân viên Capcom nghĩ về việc bao gồm Gene như một nhân vật điều khiển được trong trò chơi chiến đấu Marvel vs. Capcom 3: Fate of Two Worlds, nhưng được thay thế bởi Amaterasu từ Okami. Năm 2010, trò chơi đã được đưa vào như một trong những tựa game trong cuốn sách 1001 Trò chơi điện tử mà bạn phải chơi trước khi chết.
Theo sau bản phát hành của Asura's Wrath, nhà phát triển CyberConnect2 tiết lộ rằng họ cảm thấy trò chơi sẽ phục vụ để thỏa mãn người hâm mộ muốn phần tiếp theo của God Hand. Họ sau đó đã hài lòng rằng mọi người đã nhìn thấy sự tương đồng có chủ ý giữa hai trò chơi.